# FNS27時間テレビ (2012年)
『FNS27時間テレビ 笑っていいとも! 真夏の超団結特大号!! 徹夜でがんばっちゃってもいいかな?』（FNS27じかんテレビ わらっていいとも!まなつのちょうだんけつとくだいごう!!てつやでがんばっちゃってもいいかな?）は、フジテレビ系列で2012年7月21日（土）18:30 - 7月22日（日）20:54（JST）まで生放送された26回目となる『FNS27時間テレビ』。

## 概要
2012年10月で放送開始30周年を迎える長寿番組『森田一義アワー 笑っていいとも!』をベース番組に放送。
今回の番組テーマは「団結」。総合司会を務める森田一義（タモリ）は、66歳（当時）での担当となり過去最年長でもあった。また、草彅が「団結リーダー」を務めている。
タモリが『FNS27時間テレビ』で総合司会を務めるのは1989年の『FNSスーパースペシャル 一億人のテレビ夢列島'89』以来で、23年ぶりとなった。
なお、F1の中継が2011年を以って地上波放送が終了したため、今回よりF1中継の放送が完全廃止された。
豊田皓が製作総指揮を務めたのはこの回が最後となり、2013年の第27回から亀山千広に交代した（翌年の株主総会後、フジテレビ副会長に就任したため）。

## 出演者

### 総合司会
- 森田一義（タモリ）

### 笑っていいとも!メンバー
月曜日レギュラー
- 香取慎吾（当時・SMAP）
- 田中裕二（爆笑問題）[注釈 3]
- 千原ジュニア（千原兄弟）
- 渡辺直美
- 指原莉乃（当時・HKT48）

火曜日レギュラー
- 中居正広（当時・SMAP）
- さまぁ〜ず（三村マサカズ・大竹一樹）
- ローラ

水曜日レギュラー
- 太田光（爆笑問題）[注釈 3]
- タカアンドトシ（タカ・トシ）
- 柳原可奈子
- 三ツ矢雄二

木曜日レギュラー
- 笑福亭鶴瓶
- 山崎弘也（アンタッチャブル）
- ベッキー
- ピース（又吉直樹・綾部祐二）

金曜日レギュラー
- 関根勤
- 草彅剛（当時・SMAP） - 団結リーダー（100kmマラソンランナー）
- 劇団ひとり
- バナナマン（設楽統・日村勇紀）

ホリデーレギュラー
- 鈴木福

アシスタント
- noon boyz（真田佑馬・野澤祐樹）

### 進行
いずれもフジテレビアナウンサー。
- 生野陽子（現役月曜レギュラー）
- 加藤綾子（テレフォンアナウンサーOG）

### テレフォンアナウンサー
いずれもフジテレビアナウンサー。
- 倉田大誠
- 本田朋子
- 三田友梨佳
- 竹内友佳
- 生田竜聖

## 放送時間
- 2012年7月21日（土曜日）18:30 - 7月22日（日曜日）20:54（日本時間、26時間24分）

## 番組テーマソング
- noon boyz（真田佑馬・野澤祐樹）「ウキウキWATCHING」 - 番組オープニング
- A. Kay-B.J.「Together Forever」[注釈 1] - 番組全体

## 主な企画・コーナー

### 5大メイン企画
1億3000万人のいいとも!グランプリ
日本全国各地から「○○してもいいかな?」 → 「いいとも!」というコール&レスポンス動画の投稿を事前に募集。採用されたものは、本放送で流されるほか、それに関連した中継企画も行われた。
最終的に視聴者による投票を行ない上位3作品を決定。各作品には世界に一つしか無いタモリさん像を金・銀・銅それぞれにプレゼントする。中にはタモさんストラップが内蔵されている。
ネット投票の結果、優勝は「奈良で生公開プロポーズを成功させたカップル」(関西テレビ)が受賞してそのカップルはグランドフィナーレで再登場した(2位は茨城県つくば市の筑波大学体操部・3位は兵庫県宝塚市の宝塚歌劇団)。
1億3000万人のLIVEいいとも!グランプリ
上の企画の列島中継版として日本全国各地からいいともを言いたい人たちが集まる生放送コーナー。
秋田（25年ぶりの雪辱か?それとも返り討ちか?・いいとも大花火）、仙台（被災地から東北最強ボウラー・10人／夢の10連続ストライクチャレンジ）、佐賀（リンゴの真剣切り・世界記録への挑戦）、高知（大凧世界記録への挑戦）の4局から中継が入った。
結果的に秋田と佐賀は成功で仙台と高知は失敗に終わった。
今回、中継局として参加した4局は何れもFNS局対抗戦の優勝局であった。いいとも大花火の秋田テレビは1993（第2回）・1994（第3回<大会史上初の連覇>）・2006（第15回）の3回／ボウリングの仙台放送は2009（第18回）の1回／リンゴ切りで世界記録挑戦をしたサガテレビは1995（第4回）・1999（第8回）・2000（第9回<大会史上2局目の連覇>）の3回そして大凧で世界記録挑戦をした高知さんさんテレビは2004（第13回）の1回各制覇で4局合計の優勝回数は合わせて丁度、10回となった。
FNSアナウンサーがんばった歌謡大賞
2012FNSスーパーカップとして開催する今回は昨年の「歌へた笑顔プロジェクト」に引き続き、今年もFNS各局から選抜された個性派の社員が歌合戦を競って日本一の歌うま王者を決定する。
司会は香取慎吾（草彅の代役）、千原ジュニア、高橋真麻アナウンサーの3人で香取が司会を務める『欽ちゃん&香取慎吾の全日本仮装大賞』（日本テレビ系列）を意識した演出となった。
審査員はタモリ（審査委員長）、小室哲哉（ゲスト審査員）、中居正広、ベッキー、劇団ひとり、柳原可奈子、ピース、三ツ矢雄二、ローラ、関根勤が務めた。
歌謡大賞は「キューティーハニー」を歌った福島テレビの名和田知加アナウンサー（当時）。
スタジオセットは、同局で不定期放送されている『草彅剛の女子アナスペシャル』の企画「女子アナ歌がうまい王座決定戦」と酷似している。
テレビ静岡での中継では、番組初期のスタッフであり、同時期の『テレフォンショッキング』で「テレフォンディレクター」の「ブッチャー小林→ぶーちゃん小林」としても顔出し出演した小林豊（現在は同局社長）が『27時間テレビ』内ではあるものの、24年9か月ぶりに『いいとも!』へ出演し、中継を介してタモリとの再会も果たした。
出場したアナウンサーの歌唱順は次の通り。（所属局は放送当時のもの。その後、退職し他系列局へ転籍・フリーへ転身した者も含む）
| FNSアナウンサー 頑張った歌謡大賞(2012ＦＮＳスーパーカップ)出場アナウンサーの一覧表 | FNSアナウンサー 頑張った歌謡大賞(2012ＦＮＳスーパーカップ)出場アナウンサーの一覧表 | FNSアナウンサー 頑張った歌謡大賞(2012ＦＮＳスーパーカップ)出場アナウンサーの一覧表 | FNSアナウンサー 頑張った歌謡大賞(2012ＦＮＳスーパーカップ)出場アナウンサーの一覧表 |
| 順番                                                                               | FNS局                                                                              | 代表アナ                                                                           | 歌唱曲                                                                             |
| ---------------------------------------------------------------------------------- | ---------------------------------------------------------------------------------- | ---------------------------------------------------------------------------------- | ---------------------------------------------------------------------------------- |
| 1                                                                                  | フジテレビ                                                                         | 榎並大二郎                                                                         | One Night Carnival／気志團                                                         |
| 2                                                                                  | 秋田テレビ                                                                         | 加藤未来                                                                           | fragile／Every Little Thing                                                        |
| 3                                                                                  | 関西テレビ                                                                         | 新実彰平                                                                           | さくら（独唱）／森山直太朗                                                         |
| 4                                                                                  | サガテレビ                                                                         | 菊池良子                                                                           | そばかす／JUDY AND MARY                                                            |
| 56                                                                                 | 石川テレビ東海テレビ                                                               | 柴崎美穂長島弘樹                                                                   | A Whole New World(ア・ホール・ニューワールド)／アラジン                            |
| 7                                                                                  | 新潟総合テレビ                                                                     | 飛田厚史                                                                           | 君がいるだけで／米米CLUB                                                           |
| 89                                                                                 | 山陰中央テレビテレビくまもと                                                       | 五十嵐希緒方由美                                                                   | Imitation Gold(イミテーション・ゴールド)／山口百恵                                 |
| 10                                                                                 | 山形・さくらんぼテレビ                                                             | 佐々木萌美                                                                         | さくらんぼ／大塚愛                                                                 |
| 11                                                                                 | 沖縄テレビ                                                                         | 金城わか菜                                                                         | 涙そうそう／夏川りみ                                                               |
| 121314                                                                             | 岡山放送テレビ新広島テレビ西日本                                                   | 山本洋子バーゲル・ルミ坂梨公俊                                                     | オリビアを聴きながら／杏里山本とバーゲルがピアノ演奏・坂梨が歌唱                   |
| 15                                                                                 | テレビ宮崎                                                                         | 小西麻衣子 with小室哲哉                                                            | My Revolution／渡辺美里 小西が歌唱・審査委員の小室哲哉がピアノ演奏                 |
| 16                                                                                 | 高知さんさんテレビ                                                                 | 大西緑                                                                             | 千の風になって／秋川雅史 此処までが前半戦                                          |
| 17                                                                                 | 福島テレビ                                                                         | 名和田知加                                                                         | キューティーハニー／倖田來未 これ以降が後半戦                                      |
| 18                                                                                 | テレビ長崎                                                                         | 吉井誠                                                                             | まちぶせ／荒井由実                                                                 |
| 19                                                                                 | テレビ静岡                                                                         | 伊藤弘美                                                                           | 木綿のハンカチーフ／太田裕美                                                       |
| 20                                                                                 | 福井テレビ                                                                         | 坂本剛史                                                                           | Love is...／河村隆一                                                               |
| 21                                                                                 | 岩手めんこいテレビ                                                                 | 野牛あかね                                                                         | Robinson（ロビンソン）／スピッツ                                                   |
| 2223                                                                               | 鹿児島テレビ                                                                       | 小鍛治宏将玉利光一                                                                 | Lovers Again／EXILE                                                                |
| 2425                                                                               | 長野放送                                                                           | 西尾佳上小牧忠道                                                                   | あずさ2号／狩人                                                                    |
| 26                                                                                 | テレビ愛媛                                                                         | 久保田夏菜                                                                         | メドレー 1曲目 じょいふる／いきものがかり                                          |
| 27                                                                                 | 富山テレビ                                                                         | 矢野美沙                                                                           | メドレー 2曲目 行くぜっ!怪盗少女／ももいろクローバーZ                              |
| 28                                                                                 | 仙台放送                                                                           | 柳沢剛                                                                             | メドレー 3曲目 抱きしめてTONIGHT／田原俊彦                                         |
| 29                                                                                 | 北海道文化放送                                                                     | 小田学                                                                             | 誰も寝てはならぬ／トゥーラン・ドット                                               |

スーパーテレフォンショッキング
「テレフォンショッキング」の特別版。テレビ界を代表するスター達がゲストで出演。ゲストが過去に『いいとも!』に出演した時の映像をゲストの『いいとも!』初出演やゲストと『いいとも!』との歴史を「超ビンテージVTR」として振り返った。テレフォンアナウンサーは生野陽子アナウンサー。
「さんま・中居の今夜も眠れない」と「ネカサナイステーション」の間に、『はねるのトびら』・『ピカルの定理』メンバーもゲスト出演する予定だったが、お笑いBIG3のフリートークが盛り上がりすぎた為、急遽中止になった。その際、コーナー進行アナの西山喜久恵アナウンサーが「はねるのトびら・ピカルの定理のテレフォンのお時間ですが、やはりこのBIG3のトークを見たいのでカットさせていただきます」と発言し、はねトび・ピカルメンバーからブーイングが起こった。その後、ドランクドラゴンの鈴木拓がBIG3に対し「もう20年以上も、お笑い界のトップにいるのやめてくれよ!」と発言した。尚、内容は下の通り。
| 出演ゲストの一覧表。 | 出演ゲストの一覧表。                                                            | 出演ゲストの一覧表。 |
| 順番                 | ゲスト                                                                          | 放送時間帯 |
| -------------------- | ------------------------------------------------------------------------------- | --- |
| 1                    | とんねるず （石橋貴明・木梨憲武）                                               | 「その道のプロ高校 全校集会」と「とんねるずのみなさんのおかげでした」の間 |
| 2                    | 明石家さんま                                                                    | 「とんねるずのみなさんのおかげでした」と「ホンマでっか!?TV」の間 放送開始前には1つ前のとんねるずの男気じゃんけんで尻バットが無かった事で謝罪していた。このコーナー帯から仙台のボウリングがスタートした。 |
| 3                    | ネプチューン（名倉潤・原田泰造・堀内健） くりぃむしちゅー（上田晋也・有田哲平） | 「ペケ×ポン」と「ネプリーグ」の間 この時間帯に奈良からのサプライズ生プロポーズが放送された。 |
| 4                    | ダウンタウン （浜田雅功・松本人志）                                             | 「ネプリーグ」と「爆笑 大日本アカン警察」の間 |
| 5                    | ナインティナイン （岡村隆史・矢部浩之） with 木村拓哉・稲垣吾郎（SMAP）         | 「BISTRO SMAP」と「めちゃ2イケてるッ!」の間 ナイナイが『THE MANZAI』の番宣をした所で木村・稲垣が登場。ポスターを貼り、そのまま観客席に座った。                                                           |

なお、2014年3月31日放送の『笑っていいとも! グランドフィナーレ 感謝の超特大号』では、司会のタモリ、くりぃむしちゅー&ネプチューンを除いた上記のゲスト4組、笑福亭鶴瓶、ウッチャンナンチャン、爆笑問題、中居正広を含めた豪華な共演が実現した。
草彅剛の100kmマラソン
番組史上初、ランナー自ら100kmマラソンに志願した。本番で折り返し・中間点の50km地点からは、いいとも全曜日のレギュラー全員が一団となって跳ぶための大縄をたすき掛けで背負いながら最後まで走り抜いた。この大縄が草彅と共に帰って来ないと、いいともメンバーはグランドフィナーレで大縄跳びに挑戦することが出来ないという設定があった。途中の応援にはロンドン五輪女子マラソン解説者で1992年のバルセロナと1996年のアトランタの2大会連続で銀・銅とメダルを獲得した有森裕子を始めおじゃマップペアの香取と山崎弘也、いいともレギュラーの鈴木福とツルベカーメンに扮した鶴瓶、いいとも青年隊として16代目のnoon boyzを筆頭に9代目のあさりど・8代目の工藤兄弟、そして初代の野々村真と久保田篤のペアが登場した。なお、この企画にはニッポンランナーズの金哲彦も特別参加していた。
熱くなっちゃってもいいかな?いいとも!大縄跳び
27時間テレビの最後に、普段熱くなる事がないタモリがいいともメンバーと共に大縄跳び50回に挑戦する。鈴木福（労働基準法で20時に退席）、ベッキー（裏番組の「イッテQ!」に出演）、草彅剛（100kmマラソン完走に伴う足の限界／足をアイシングしながらの応援）を除いた26人で大縄跳びに挑戦。結果は、ラストチャレンジで出した40回が最高で、目標を達成する事が出来なかったものの、タモリは「十分頑張った」と締めた。

### 土曜日・その他のコーナー
オープニング
ＦＮＳアナウンサー頑張った歌謡大賞の出場者等の紹介の後に草彅剛100kmマラソンがタモリのスターター号砲でスタートして行った。
その道のプロ高校 全校集会
『いいとも!』木曜日のコーナー「私立その道のプロ高校」のスペシャル版。タモリを講師に迎え、2012年10月で放送30周年を迎える『いいとも!』の数々の歴史や事件をクイズ形式等で学ぶ。タモリは講師役として進行役は木曜日レギュラーのピースの綾部祐二が担当した。
11年前に「いいとも!」を出禁になった江頭2:50が「乱入」し、客席ダイブを披露した（尚、江頭がスタジオに行く前にテレビを見るスタッフ陣の様子（コリドール）が放送されてプロデューサーの港浩一や牧原俊幸アナウンサー等が見守っていた）。又、生いいともチャレンジのトップバッターとして秋田テレビから25年前（1987年）の第1回に登場した秋田の夢家族の花火師が登場。生花火によるミニ花火大会がこの時間帯に行われ見事、25年前の雪辱を果たした。
| いいとも!歴代レギュラー 50連発 | いいとも!歴代レギュラー 50連発                  | いいとも!歴代レギュラー 50連発                |
| 人数                           | レギュラー名                                    | 担当期間                                      |
| ------------------------------ | ----------------------------------------------- | --------------------------------------------- |
| 1                              | 高田純次                                        | 1982年10月 - 1984年9月                        |
| 2                              | 桂文珍                                          | 1982年10月 - 1984年9月                        |
| 3                              | 田中康夫                                        | 1982年10月 - 1985年3月                        |
| 4                              | 井手らっきょ(当時・井手ひろし)                  | 1982年10月 - 1984年3月                        |
| 5                              | 所ジョージ                                      | 1983年10月 - 1990年3月                        |
| 6                              | 山本晋也                                        | 1983年10月 - 1987年9月                        |
| 7                              | 片岡鶴太郎                                      | 1984年4月 - 1993年3月 1994年4月 - 1995年9月   |
| 8                              | 柳沢慎吾                                        | 1984年10月 - 1985年3月                        |
| 9                              | 西川のりお                                      | 1984年10月 - 1985年3月                        |
| 10                             | 小林克也                                        | 1985年4月 - 1986年3月                         |
| 11                             | 三田寛子                                        | 1985年4月 - 1987年9月                         |
| 12                             | 篠原勝之                                        | 1985年4月 - 1987年9月                         |
| 13                             | 関根勤                                          | 1985年10月 - 現在                             |
| 14                             | 笑福亭鶴瓶                                      | 1987年4月 - 現在                              |
| 15                             | 和田勉                                          | 1987年10月 - 1988年9月                        |
| 16                             | 野沢直子                                        | 1987年10月 - 1991年3月                        |
| 17                             | 清水ミチコ                                      | 1987年10月 - 1988年3月 1988年10月 - 1992年9月 |
| 18                             | 嘉門達夫                                        | 1987年12月 - 1988年10月                       |
| 19                             | 東国原英夫 (当時・そのまんま東)                 | 1990年10月 - 1992年9月                        |
| 20                             | 志茂田景樹                                      | 1992年10月 - 1994年3月                        |
| 21                             | 篠原涼子                                        | 1993年4月 - 1993年9月                         |
| 22                             | ダチョウ倶楽部 (肥後克広・上島竜兵・寺門ジモン) | 1993年4月 - 1994年9月                         |
| 23                             | キャイ〜ン (天野ひろゆき・ウド鈴木)             | 1994年4月 - 1995年9月 1998年10月 - 1999年9月  |
| 24                             | 中居正広(SMAP)                                  | 1994年4月 - 現在                              |
| 25                             | 香取慎吾(SMAP)                                  | 1994年4月 - 現在                              |
| 26                             | 草彅剛(SMAP)                                    | 1995年10月 - 現在                             |
| 27                             | 田原俊彦                                        | 1995年10月 - 1996年9月                        |
| 28                             | 野村沙知代                                      | 1996年4月 - 1996年9月                         |
| 29                             | 東幹久                                          | 1996年10月 - 1998年3月                        |
| 30                             | 有吉弘行(猿岩石)                                | 1997年4月 - 1998年9月 2008年11月 - 2010年3月  |
| 31                             | 杉本哲太                                        | 1998年4月 - 1999年3月                         |
| 32                             | ユースケ・サンタマリア                          | 1998年4月 - 2000年3月                         |
| 33                             | 安達祐実                                        | 2000年4月 - 2001年9月                         |
| 34                             | 爆笑問題 (田中裕二・太田光)                     | 2000年4月 - 現在                              |
| 35                             | 綾小路きみまろ                                  | 2003年4月 - 2003年9月                         |
| 36                             | プリンセス天功                                  | 2003年10月 - 2004年10月                       |
| 37                             | さまぁ〜ず (大竹一樹・三村マサカズ)             | 2004年4月 - 現在                              |
| 38                             | 橋下徹弁護士                                    | 2005年4月 - 2006年3月                         |
| 39                             | 梨花                                            | 2005年10月 - 2007年9月                        |
| 40                             | 劇団ひとり                                      | 2006年10月 - 現在                             |
| 41                             | 柳原可奈子                                      | 2007年10月 - 現在                             |
| 42                             | 千原ジュニア                                    | 2008年4月 - 現在                              |
| 43                             | ピース (又吉直樹・綾部祐二)                     | 2011年4月 - 現在                              |
| 44                             | 指原莉乃(AKB48)                                 | 2011年10月 - 現在                             |
| 45                             | 渡辺直美                                        | 2011年10月 - 現在                             |
| 46                             | 山崎弘也(アンタッチャブル)                      | 2011年10月 - 現在                             |
| 47                             | ローラ                                          | 2012年4月 - 現在                              |
| 48                             | 三ツ矢雄二                                      | 2012年4月 - 現在                              |
| 49                             | バナナマン (設楽統・日村勇紀)                   | 2012年4月 - 現在                              |
| 50                             | 鈴木福 Holiday(祝日)レギュラー                  | 2012年4月 - 現在                              |

笑っていいとも!海外ゲスト集
いいとも!に数多く出演した海外ゲストから選抜して11名が紹介された。レディー・ガガを筆頭に、ビル・ゲイツ、ショーン・コネリー、ジャッキー・チェン、ゴルフのタイガー・ウッズ、メル・ギブソン、シガーニー・ウィーバー、F1のアイルトン・セナ、ロバート・デ・ニーロ、ロビン・ウィリアムズ、ビヨンセの11名が紹介され＋αとして和製ビヨンセとして急遽、参加していた渡辺直美とビヨンセとのコラボも放送していた。
いいとも! レギュラーor NOT レギュラー
画面に表示された人が過去にいいとも!レギュラーを務めたor務めていないかを答える。1人ずつ順に挑戦し、不正解で過去に1度だけ登場した伝説の罰ゲーム「赤汁」を飲んでもらう。
劇団ひとりにんにく早食い世界記録にチャレンジ
劇団ひとりが自身の持つギネスブックの「にんにく早食い世界記録」の更新に挑戦しようとするが、「時間がない」と止めさせられてしまうコント。
スーパーテレフォンショッキング Part1
ここではとんねるずの2人が出演してビンテージVTRを織り交ぜながらトークした。およそ、27年5ヵ月振りの出演となった。その際2人は、出演していないのにも関わらず、「BRAVE HEARTS 海猿」の宣伝ポスターをお土産として持参。さらに、『お笑いスター誕生!!』（日本テレビ）で認められたタモリと赤塚不二夫が出演していた『11PM』（日本テレビ）のオープニングナンバーを、約30年ぶりに披露した。その際木梨憲武は、20代や30代の若い観覧者に、「『11PM』を知らない世代なのに、なんで盛り上がったの?」と発言した。
とんねるずのみなさんのおかげでした 前略、道の駅より 芸能界男気団結スペシャル
史上最強の男気メンバー（『とんねるずのみなさんのおかげでした』からのゲスト）：とんねるず（石橋貴明・木梨憲武）、清原和博、哀川翔、小川直也
進行：本田朋子、加藤綾子両アナウンサー
『とんねるずのみなさんのおかげでした』の人気コーナー「前略、道の駅より」をいいとも!メンバーとともに開催。全員100万円を自腹で用意（使い切った場合は「とんねるずのみなさんのおかげでした」プロデューサーの太田一平から借金）し、お台場合衆国に集められた、全国各地の商品を買っていく。優勝者には「27時間テレビバージョンのスペシャル男気バッジ」が贈られる。又、今回は男気の無い行動や発言があった場合、通常の尻バットによる男気注入はせずに商品の中から無条件で1品購入、さらにその金額は自腹額に加算されない27時間テレビスペシャルルールで行われた。このコーナーは、フジテレビ本社前のお台場合衆国特別ステージ広場で行われた。
結果、最終戦に勝利したタモリが100万8450円の支払いを行い優勝（大幹部就任）となった。優勝決定直後は2回に分けられたがタモリの体が合計9回(前者の1回目は5回・後者の2回目は4回)、お台場の夜を舞った。そして、このコーナーに於ける総支払い額の合計は実に404万6790円にも上った。
出店したFNS局は次の通り。
| 順 | FNS局              | 出店品                             | 価格                             |
| -- | ------------------ | ---------------------------------- | -------------------------------- |
| 1  | 北海道文化放送     | 鹿のシャンデリア                   | 409,500円                        |
| 2  | 秋田テレビ         | 桐手彫りのなまはげ面               | 70,000円                         |
| 3  | さくらんぼテレビ   | 飾り駒                             | 1個 18,900円 6個セット 113,400円 |
| 4  | フジテレビ         | 売れ残っていたアナウンサーズグッズ | 409,500円                        |
| 5  | フジテレビ         | ケヤキの座卓                       | 200,000円                        |
| 6  | 石川テレビ         | 250両箱                            | 177,500円                        |
| 7  | 石川テレビ         | 熊のキーホルダー                   | 1個 315円 提供分 305,840円       |
| 8  | 東海テレビ         | 黄金の織田信長像                   | 92,400円                         |
| 9  | 関西テレビ         | 神戸牛 10kg                        | 525,000円                        |
| 10 | 岡山放送           | 桃太郎ジーンズ                     | 178,500円                        |
| 11 | 沖縄テレビ         | 超巨大シーサー                     | 300,000円                        |
| 12 | テレビ西日本       | 博多人形                           | 22,050円                         |
| 13 | 岩手めんこいテレビ |                                    |                                  |
| 14 | 仙台放送           |                                    |                                  |
| 15 | 福島テレビ         |                                    |                                  |

スーパーテレフォンショッキング Part2
ここでは明石家さんまが出演した。又、生いいともチャレンジの2番手として仙台のボウリングも此処からのスタートとなりオールナイトチャレンジの形で挑戦し続けた。
ホンマでっか!?TV タモリVS評論家 生 人生相談スペシャル
司会：明石家さんま、加藤綾子アナウンサー
昨年に引き続き、『ホンマでっか!?TV』の人気コーナー「ホンマでっか!?人生相談」を実施。普段あまり悩みがなさそうなタモリを筆頭にいいとも!メンバーの悩みを評論家軍団に相談する。またマラソン中継先から草彅が、シークレット相談者として太田光（爆笑問題）の妻である太田光代が登場した。
すぽると! ロンドン五輪直前団結SP
司会：国分太一（土曜すぽると!編集長・TOKIO）、本田朋子アナウンサー
あまりスポーツに関心が無いタモリの為に、フジテレビロンドンオリンピックキャスターの国分と本田アナ、さらにいいとも!メンバーが独自の視点でオリンピック日本代表選手をピックアップするスペシャル企画。オープニングではこれまでのタモリのシーン（ラストは『とんねるずのみなさんのおかげでした 前略、道の駅より 芸能界男気団結スペシャル』の「男気ジャンケン」で勝利し喜ぶタモリ）が流された。また、通常本田アナが行ってる「おかえりすぽると!」は柳原がコールを行った。
又、ロンドン出場の選手達によるいいとものコールレスポンスリレーが行われた。リレーは下の通り。
| ロンドンオリンピック 日本代表選手によるいいともコールリレー | ロンドンオリンピック 日本代表選手によるいいともコールリレー | ロンドンオリンピック 日本代表選手によるいいともコールリレー |
| 人数                                                        | 選手名                                                      | 競技名                                                      |
| ----------------------------------------------------------- | ----------------------------------------------------------- | ----------------------------------------------------------- |
| 1・2                                                        | 福見友子・中村美里                                          | 柔道                                                        |
| 3                                                           | 太田雄貴                                                    | フェンシング                                                |
| 4-8                                                         | 内村航平・田中和仁・田中佑典・加藤凌平・山室光史            | 男子体操                                                    |
| 9・10                                                       | 木村沙織・荒木絵里香                                        | 女子バレーボール                                            |
| 11-13                                                       | 重友梨佐・尾崎好美・木崎良子                                | 女子マラソン                                                |
| 14・15                                                      | 海老原有希・村上幸史                                        | 陸上・やり投げ                                              |
| 16-18                                                       | 高谷惣亮・湯本健一・湯本進一                                | 男子レスリング                                              |
| 19                                                          | 潮田玲子                                                    | バドミントン                                                |
| 20・21                                                      | 三宅宏実・八木かなえ                                        | 女子重量挙げ                                                |
| 22                                                          | 寺川綾                                                      | 女子競泳                                                    |
| 23-27                                                       | 田中理恵・美濃部ゆう・新竹優子・鶴見虹子・寺本明日香        | 女子体操                                                    |
| 28・29                                                      | 乾友紀子・小林千紗                                          | 女子シンクロナイズドスイミング                              |

さんま・中居の今夜も眠れない
出演：明石家さんま、中居正広（SMAP）、ビートたけし
さんま・中居にタモリ、途中からはこれまで出演場面がなく、楽屋待機していた鶴瓶を加えての放送となった。途中には渡辺直美も登場した。当初は、「たけし中継」で出演したビートたけしがスタジオに登場し、BIG3の共演が実現した。約13年振りにBIG3が揃った為、このコーナーの企画である「ラブメイト10」が7位まで発表した時点で企画を中止し、フリートークになった。これがあまりにも盛り上がりすぎた為、『はねるのトびら』・『ピカルの定理』メンバーの「スーパーテレフォンショッキング」が中止になった。
ネカサナイステーション（NEKASANAI STATION）
進行：三田友梨佳アナウンサー
タモリが司会を務める、音楽番組『ミュージックステーション』（テレビ朝日）のパロディコーナー。略称は「Nステ（ネカステ）」。本家同様、LEDパネルも設置し、またオープニングの階段（1組ずつ左右交互）で登場する。いいとも!メンバーやはねるのトびらメンバー（キングコング、ドランクドラゴン、インパルス、ロバート、北陽）、ピカルの定理メンバー（ピース、モンスターエンジン、平成ノブシコブシ、ハライチ、千鳥、加賀美セイラ、西内まりや、渡辺直美）、パンクブーブー等がタモリを寝かさないために歌を披露するという設定で、激辛寿司を食べる、カニに挟まれる等の体を張った企画を行った。
ラストには西野亮廣が現在付き合っている彼女（一般人）が出演した。

### 日曜日・その他のコーナー
ずっと起きていた朝は…
出演：松居直美、磯野貴理子、森尾由美、倉田大誠アナウンサー
『はやくおきた朝は…』の『FNS27時間テレビ』版。このあとの企画紹介を兼ねて、事前に募集したいいとも!レギュラーの悩みを3人が解決する。終盤にはタモリも乱入。
FNSアナウンサー頑張った歌謡大賞 前半戦
高橋真麻アナの美声（渡辺真知子の「かもめが翔んだ日」）でスタートした。
草彅剛100kmマラソンは丁度、折り返し地点・中間地点となる50km地点の神社にて二礼二拍手一礼を行い宮司から大縄をタスキの様にかけて後半スタートとなった。
めざましテレビスペシャル
キャスター：三宅正治、生野陽子、加藤綾子、三田友梨佳、山﨑夕貴、軽部真一各アナウンサー
ゲスト：タモリ、中居正広（SMAP）、ベッキー
前年に引き続いての『めざましテレビ』スペシャル版。柳原可奈子が長野美郷の代わりにお天気を伝えた。鈴木福はスペシャルキャスターとして三宅・生野・軽部・山崎・三田アナと共にニュース原稿（三宅アナはオーロラ銃乱射事件、生野アナはオスプレイの関連ニュース、鈴木はロンドンオリンピック日本選手団壮行会とH2Aロケットの関連ニュース、軽部・山崎両アナは芸能、三田アナはスポーツ）を読んだほか、タモリや『いいとも!』に関する「ココ調」、タカトシがイメージキャラクターを務めるツタンカーメン展の会場から中継（鶴瓶が全身を金色に塗った「ツルベカーメン」として登場）、「きょうのわんこ」にはベッキーの飼い犬が登場した。
番組特製の団結Tシャツを着ていたタモリ、生野・加藤両アナだったがこの時だけは真剣的にニュースキャスター系の正装に着替えていた。
このコーナーで、当時同局で朝と昼にそれぞれ放送されている『めざましテレビ』と『笑っていいとも!』の2つの帯番組の出演者同士の共演が実現した。
FNSアナウンサー頑張った歌謡大賞 後半戦〜愈々、王者決定!〜
後半は芦田愛菜の美声と再開の合図でスタートした。
今大会の優勝した福島の名和田アナと準優勝の宮崎の小西アナは共に2009年の三輪車12時間耐久レースでリタイアを経験していた女子アナだけに3年越しのリベンジが達成された事になる。
ペケ×ポン いいとも!VS川柳四天王 ガチ生対決SP
司会：上田晋也（くりぃむしちゅー）、本田朋子アナウンサー
川柳四天王：有田哲平（くりぃむしちゅー）、タカアンドトシ（タカ・トシ）、柳原可奈子、上田啓介（上田の兄）、三浦雄一郎（トシの兄）、合田泰吾アナウンサー（「がんばった歌謡大賞」に「バーター出演」した、高知さんさんテレビのアナウンサー）
毎年恒例の「ペケポン川柳」対決。また、スペシャルゲスト（ハンデキャップ）として昨年に引き続き上田兄とトシ兄が登場し、途中からはさらなるハンデとしてがんばった歌謡大賞でインパクトを残した合田アナも川柳四天王チームに参戦した。いいとも!チーム敗北時はタモリが高威力の超巨大ししおどしで殴られる罰を受けた。
恒例の「ジャンピングチャンス」（正解すれば5兆点）と「ボンバーチャンス」（正解すれば7京点）の結果、ボンバーチャンスで日村が正解したいいとも!チームが7京10-5兆20で勝利した。
スーパーテレフォンショッキング Part3
日曜日最初のテレフォンゲストとなったここではくりぃむしちゅーとネプチューンが2組同時に出演した。又、生いいともチャレンジとして関西の生プロポーズもここでの放送となった。
ネプリーグ いいとも!レギュラー入れ替え戦SP
いいとも!チーム（タモリ率いる「いいとも!」、中居率いる「中堅レギュラー」、香取率いる「若手レギュラー」、ベッキー率いる「女性レギュラー」の4チーム）と、かつていいとも!レギュラーテストに出演したもののレギュラーになることができなかったネプチューン 、くりぃむしちゅーとのいいとも!レギュラー入れ替えをかけた対決。いいとも!メンバーのチームが最下位となった場合、そのチームはいいとも!レギュラーを剥奪。代わりにネプチューンとくりぃむしちゅーがレギュラーとして入った。
問題は出演者の秘蔵映像から出され、当初はタモリのお宝映像を用いた「タモリーグ」として出題され、後半はSMAPの「スマリーグ」、バナナマンの「バナナリーグ」、ネプチューンの「ネプリーグ」が行われた。
結果、女性レギュラーチーム（ベッキー・指原莉乃・柳原可奈子・ローラ・渡辺直美）が最下位となり、レギュラー残留を賭けてのトロッコアドベンチャーで「いいとも!レギュラーならわかって当然のタモリ問題」に挑戦。失敗すればレギュラー交代だったが全問正解でレギュラー残留を決めた。だが、最終問題の正解「タモリが望む展開は『熱湯に落ちて面白くCMへ』」に従って、女性レギュラー陣は「熱湯風呂」に落下した。
この時間で高知からのいいとも生チャレンジ中継が行われたが、チャレンジは失敗に終わった。
スーパーテレフォンショッキング Part4
ここではダウンタウンが出演した。
爆笑!大日本アカン警察 タイホしていいとも!SP
司会：ダウンタウン（浜田雅功・松本人志）
いいとも!レギュラーのアカン事件を捜査。タモリの事件や昨年に引き続きMCのダウンタウンに関する「いいとも」レギュラー時代や『ごっつ』で裏から手を回したアカン事件も捜査した。
今回、捜査されたのはローラ、香取慎吾、日村、さまぁ〜ず、タモリ、中居の6件。ローラはレギュラーの名前が言えずに逮捕。日村はウソ番組の打ち合わせで本音を言う。さまぁ〜ずは今朝のFNSコーナーを見ながら寝てしまい逮捕。タモリは結婚式での大乱闘事件で逮捕。中居は寿司屋に友人がいる事で騒動となった。またスタジオではダウンタウンの事件を捜査中に、刑事の綾部がメガホンで浜田の頭を叩くシミュレーションをして、最初は普通に叩いたが、2度目に「そんな事しちゃダメだろ。」と言って頭を叩いた際、浜田が突然ブチ切れして、綾部を叩き続ける暴走事件が起きてしまった。しかし、松本と他の出演者が浜田の暴走を止めようとするも浜田の暴走が止まることは無かった（この際、浜田は「俺の頭、痛いやないか。何、叩いとんねん。このドアホ。」と文句を言って怒鳴り続けていた）。こうして、浜田が暴走を続けたままCMに入りそのままコーナーは終了となってしまった。
SMAP×SMAP 生でビストロやっちゃってもいいかな?いいとも!SP
「BISTRO SMAP」の生放送。「残り6時間を頑張れる『団結ごはん』」をテーマにSMAPチーム（香取慎吾、木村拓哉、稲垣吾郎）といいともチーム（タモリ、ベッキー、三ツ矢）のトリオ同士での対決。制限時間は約30分。結果は11-4でタモリチームの勝利。勝ったタモリには女性陣（ベッキーを除く）からキスがプレゼントされた。
また、料理対決終了後にマラソン中の草彅を応援する為にSMAPによる応援ライブが行われた。吹奏楽では西武台千葉中学校・高等学校の吹奏楽部・総勢55名による演奏とモノマネ芸人達による歌唱が行われた。料理対決中は審査員となったいいともファミリーと司会の中居が「いいともの歴史」をテーマに話をしていた。
15時35分頃にJRA中央競馬実況中継を挿入。当日開催された重賞レースのひとつでこの年から新設されるサマーマイルシリーズの第1戦として開催する「第60回記念トヨタ賞中京記念（GIII、中京競馬場）」を放送。進行は『みんなのKEIBA 2012』から優木まおみと福原直英アナウンサー（福原アナが実況、優木が解説を担当）。
スーパーテレフォンショッキング Part5（FINAL）
ここではナインティナインが出演し、年末の『THE MANZAI』を番組宣伝した。
コーナーの最後には、翌日（7月23日）の『いいとも!』の「テレフォンショッキング」のゲストで、100kmマラソンを走った草彅剛が紹介された。
めちゃ2いいとも! 生やべっち寿司 ホントに団結できてんの? スペシャル!!
めちゃイケメンバー：ナインティナイン、加藤浩次、よゐこ、オアシズ、鈴木紗理奈、雛形あきこ、たんぽぽ、敦士、重盛さと美、三中元克
タモリといいとも!全曜日レギュラーメンバー（マラソン中の草彅を除く）が「やべっち寿司」に来店し、ぶっちゃけトーク。フィナーレの大縄跳びに必要な団結の心を育んでいく。
指原 たった1人の残念ライブ（指原莉乃へのドッキリ企画）
当初はAKB48のライブを予定していたが、指原のHKT48移籍に伴って変更され最初は「指原1人だけ」のライブだったが、曲途中からAKB48のメンバー（前田敦子、渡辺麻友、柏木由紀、篠田麻里子、高橋みなみ、小嶋陽菜他、なお当時チームKのメンバーは沖縄でのライブ出演の関係で出演せず）やツルベカーメンがサプライズで登場する「団結ライブ」となった。結果、AKB48のライブが当初とは異なる形だが行われた。
サザエさん
いいとも!メンバー出演の「磯野家、海に行く」（前編・後編）と通常作品1作品を放送。オープニングアニメではいいとも!メンバー全員が登場し、『いいとも!』が放送されている風景が登場したり、サザエさん一家が『いいとも!』のスタジオで大縄跳びをしているシーンも登場した。
タモリは旅行先で出会う海の家オーナー、ベッキー・ローラ・指原は海岸で出会ったOL3人組、柳原・渡辺は地引網を一緒に引き上げた観光客で登場した。
笑っていいとも! 真夏の超団結エンディング特大号
1億3000万人のいいともグランプリ 投票結果発表タイム
10位から4位／20位から11位／上位3作品の順に発表して行った。なお、仙台のボウリング結果はここで初めて発表された。
今回、見事にいいともグランプリを受賞した関西テレビの奈良県のカップルへのインタビューをしたのは中島めぐみアナ。実は中島アナも2010年の三輪車でリタイアを経験したアナウンサーで朝の歌謡大賞の名和田・小西両アナと共に三輪車・リベンジ三人娘が1日限定として結成していた。
いいともグランプリ サプライズ
いいとも!レギュラーへのサプライズ。中居正広には当時、巨人監督の原辰徳・爆笑問題の２人には太田の妻、太田光代・香取慎吾にはこの夏の映画で共演した織田裕二・さまぁーずには中村仁美アナ・関根勤には娘の関根麻里・笑福亭鶴瓶には上方落語協会の会長（当時）／桂文枝にそれぞれのメッセージがまた、タカが母からの「タカが彼女に結婚を切り出してもらう」に応え、生電話で交際している彼女にプロポーズを行い成功。タモリには、各コーナーでこれまでに共演したとんねるず、国分太一、明石家さんま&ビートたけし、くりぃむしちゅー&ネプチューン、ダウンタウン、ナインティナインからのVTRが流れた。尚、途中で草彅剛の100kmマラソンがゴールを迎えて佐野瑞樹・倉田大誠両アナの実況でゴールした(更には木村・稲垣のペアが草彅を迎えに行っていた)。
大縄跳び・いよいよ、大本番！
佐野瑞樹アナの実況で大縄跳びの模様を伝えていた。
グランドフィナーレ
牧原俊幸アナウンス室長立会いの下、2012年度新人アナウンサーの酒主義久、宮澤智、久代萌美の3人が大縄に挑戦中のいいとも!メンバーの映像（BGMは「ウキウキWATCHING」のアコースティックバージョン）をバックに提供を読み上げた。
ラストは、総合司会のタモリが「団結団結言ってきたが、その分国民とは心が離れてしまったかもしれません」と語り、出演者・スタッフ・視聴者、さらに「番組を見ていない人」へ感謝の言葉を述べ、最後に通常の『いいとも!』のエンディングと同様、「それじゃあ、また、明日も見てくれるかな?」 → 「いいとも!」とメンバー全員でコール、スタジオ全体に紙吹雪が舞い上がり2012年の第26回大会の幕を閉じた。

## ゲスト
- 江頭2:50
- とんねるず（石橋貴明・木梨憲武）
- 清原和博
- 哀川翔
- 小川直也
- 明石家さんま
- マツコ・デラックス
- ブラックマヨネーズ（吉田敬・小杉竜一）
- 太田光代
- 国分太一（TOKIO）
- ビートたけし
- 磯野貴理子
- 森尾由美
- 松居直美
- 小室哲哉
- 三宅正治・軽部真一・山﨑夕貴（フジテレビアナウンサー）
- 佐野瑞樹（フジテレビアナウンサー）
- くりぃむしちゅー（有田哲平・上田晋也）
- 上田啓介
- 三浦雄一郎
- ネプチューン（名倉潤・原田泰造・堀内健）
- ダウンタウン（浜田雅功・松本人志）
- 板尾創路
- FUJIWARA
- 木村拓哉（当時・SMAP）
- 稲垣吾郎（当時・SMAP）
- ナインティナイン（岡村隆史・矢部浩之）
- 加藤浩次（極楽とんぼ）
- よゐこ（濱口優・有野晋哉）
- オアシズ（光浦靖子・大久保佳代子）
- 鈴木紗理奈
- 雛形あきこ
- たんぽぽ（白鳥久美子・川村エミコ）
- 敦士
- 重盛さと美
- 三中元克
- AKB48（前田敦子・渡辺麻友・柏木由紀・篠田麻里子・高橋みなみ・小嶋陽菜・多田愛佳・石田晴香・前田亜美・佐藤すみれ・岩佐美咲・高城亜樹・北原里英・河西智美・倉持明日香）
- 原辰徳
- 織田裕二
- 中村仁美
- 関根麻里
- 桂文枝

出演順

## 視聴率
ビデオリサーチ調べ・関東地区・世帯
番組全体の平均視聴率は関東地区で14.1%・関西地区で14.7%だった。
瞬間最高視聴率は、関東地区では22日 20:17のタカアンドトシのタカが恋人にプロポーズしたシーンで26.4%、関西地区では21日 20:54の「前略、道の駅より」で出場者が次々と登場する中で最後にとんねるずが登場したシーンで26.6%だった。
コーナー別視聴率（下記参照・関東地区）
| 視聴率 | 集計時間            | コーナー名                                                                                                   |
| ------ | ------------------- | --- |
| 13.3%  | 21日 18:30 - 19:00  | グランドオープニング                                                                                         |
| 15.6%  | 21日 19:00 - 20:45  | その道のプロ高校 全校集会                                                                                    |
| 18.6%  | 21日 20:45 - 22:50  | スーパーテレフォンショッキング〜とんねるずのみなさんのおかげでした 前略、道の駅より 芸能界男気団結スペシャル |
| 17.7%  | 21日 22:50 - 翌0:35 | スーパーテレフォンショッキング〜ホンマでっか!?TV タモリVS評論家 生 人生相談スペシャル                        |
| 12.2%  | 22日 0:35 - 1:20    | すぽると! ロンドン五輪直前団結SP                                                                             |
| 09.7%  | 22日 1:20 - 3:40    | さんま・中居の今夜も眠れない                                                                                 |
| 05.4%  | 22日 3:40 - 5:00    | ネカサナイステーション                                                                                       |
| 06.0%  | 22日 5:00 - 6:00    | ずっと起きていた朝は…                                                                                        |
| 10.4%  | 22日 6:00 - 7:30    | FNSアナウンサーがんばった歌謡大賞                                                                            |
| 11.8%  | 22日 7:30 - 8:30    | めざましテレビスペシャル                                                                                     |
| 11.5%  | 22日 8:30 - 10:00   | FNSアナウンサーがんばった歌謡大賞                                                                            |
| 12.7%  | 22日 10:00 - 11:20  | ペケ×ポン いいとも!VS川柳四天王 ガチ生対決SP                                                                 |
| 14.0%  | 22日 11:20 - 12:50  | スーパーテレフォンショッキング〜ネプリーグ いいとも!レギュラー入れ替え戦SP                                   |
| 14.7%  | 22日 12:50 - 15:00  | スーパーテレフォンショッキング〜爆笑!大日本アカン警察 タイホしていいとも!SP                                  |
| 15.7%  | 22日 15:00 - 16:55  | SMAP×SMAP 生でビストロやっちゃってもいいかな?いいとも!SP〜競馬中継〜スーパーテレフォンショッキング           |
| 17.4%  | 22日 16:55 - 18:30  | めちゃ2いいとも! 生やべっち寿司 ホントに団結できてんの? スペシャル!!〜指原 たった1人の残念ライブ             |
| 21.8%  | 22日 18:30 - 20:54  | サザエさんSP〜笑っていいとも! 真夏の超団結エンディング特大号〜グランドフィナーレ                             |

## スタッフ
[FNSの日 制作実行委員会]
- - 実行委員長：崎山純一
  - 副委員長：荒井昭博
  - 事務局長：神戸慎司
  - ネットワーク部：藤原和弥、高盛浩和、佐藤真紀子、島谷真理
  - 編成部：山本剛志、竹村大介、吉田寛生、加藤達也
  - 情報制作局：角谷公英
  - スポーツ局：五百城重典
  - 広報部：小中ももこ
  - 広告宣伝部：稲葉恵子
  - 営業推進部：橋本英司、神崎素子
  - 総務サービス部：板倉格人
  - データ放送：藤井辰哉
  - ホームページ：山﨑吉広
  - モバイル：寺記夫、三木絵里加
- 構成：鈴木おさむ、酒井健作、田中到、大井達朗、山内正之/高平哲郎、鶴間政行/樋口卓治、天野慎也、横山雄一郎、今村クニト、三木聡、小野高義、桝本壮志、大平尚志、海老克哉、都築浩、くらなり、金森直哉、堀由史/安部裕之、石原健次、板坂尚、一文無隼人、伊東雅司、海野至、遠藤察男、大井洋一、大野ケイスケ、小笠原英樹、オークラ、小川浩之、小野寺雅之、加藤正人、金井夏生、北本かつら、木村祐一、倉本美津留、榊暁彦、笹川勇、佐藤俊明、鈴木工務店、高橋秀樹、竹内真里、舘川範雄、谷口雅、とちぼり元、永井ふわふわ、長谷川朝二、堀江利幸、松井洋介、三上徹、矢頭浩、山際良樹、吉田裕司

〈フジテレビ技術〉
- - 技術プロデューサー：長田崇
  - TD・SW：勝村信之、松本英士、小川利行、高田治、長瀬正人、和田篤、田原健二、藤本伸一、藤本敏行、岩沢忠夫、坂本淳一、村川正晃、小林光行、障子川雅則、河西純、佐々木信一、上村克志、高瀬義美、高柳英子
  - カメラ：前田正道、三村純一、大山浩文、秋山勇人、横山政照、坂本逸朗、木俣希、横山大輔、八木和幸、遠藤俊洋、岸本正人、小出豊、小川経一、磯前裕之
  - 映像：安藤悠人、石井利幸、田畑司、大槻浩司、高橋正直、高木稔、瀧本恵司、富澤貴啓、本田純一、山下悠介、岡澤聡、原啓教、水野博道、竹内貴志、斎藤雄一、石井雅紀
  - 音声：鹿又健一、松本政利、竹下博英、森田篤、植松健、本間祥吾、松原瑞貴、篠良一、元山拓巳、河野弘幸、小清水健治、左口満寿、片山勇、斎藤由佳、高橋敬、高橋幸則
  - 照明：小林敦洋、紙透貴仁、川田敦史、中村英二、嶺岸一彦、根本進、黒井宏行、安藤雅夫、尾籠晴文、堀江泰輔、岸本直樹、本沢啓史、佐藤博樹、宗像徹馬、穴田健二
  - 回線：天本光一
  - 放送部：山下健児、北澤弘行
  - 設備運用部：新井清志

〈マラソン中継〉
- - TD・SW：橋本靖、片平哲也、西川明音、竹林伸、古川毅、梅川修三、中井章晴、真崎晋哉、石井隆志、澤田将人、上藪直志、藤谷治男、浜島一雄、先崎聡、石田智男、島田靖久
  - カメラ：柏村信輔、江藤秀一、河野広樹、長谷川真也、若林茂人、佐藤友孝、照井純一、河野敬磨、植松賢一、細野太郎
  - VE：田淵昌樹、古賀航、久木野淳、山本宏、大関智邦、東海林学、横井甲児、白波考大、槌谷聡
  - 音声：山田公次郎、福田暁史、中里剛史、野澤研二、北野尚史、松尾浩司、鈴木洋介、絹山幸広、渋谷裕之、菊池道元
  - 照明：杉本雄亮、加瀬弘行、前島秀之

〈ツルベカーメン中継〉
- - TD・SW：塚越勲
  - カメラ：泉井誠
  - VE：小室賢一
  - 音声：龍田幸久
  - 照明：毛利克也、八木原伸治

〈AKB中継〉
- - カメラ：斉藤伸介
  - VE：中島武士
  - 音声：中村峰子
  - 照明：大野逸平

〈たけし中継〉
- - TD・SW：伊澤明男
  - カメラ：藤江雅和
  - VE：福田立基
  - 音声：吉永哲也
  - 照明：安藤雄郎
- 技術協力：ニューテレス、共同テレビ、八峯テレビ、FLT、サンフォニックス、共立、田中電設工業、バンセイ、テクト、明光セレクト、東通、黒澤フィルムスタジオ、三穂電機、アストロデザイン、IMAGICA、共同エディット、パッチワークスタジオ、OKK、バックヤードスタヂオ、J-WORKS、4-Legs、Digitalcircus、プロジェクト80、BABY SOUND LUCK、インターナショナルクリエイティブ、STUDIO WELT、タイトルアート、デジデリック、キャニットG
  -     - フジテレビ オール技術スタッフ

〈フジテレビ美術〉
- - 美術プロデューサー：井上明裕
  - デザイン：棈木陽次、桐山三千代、鈴木賢太、安部彩、武田紗代子、吉田強、山本修身
  - 美術進行：内山高太郎、村瀬大、林勇、中村秀美、古賀飛、矢野雄一郎、平山雄大、西嶋友里、林直樹、大村和夫
  - CGプロデューサー：岡本英士
  - CGディレクター：鈴木鉄平、秋里直樹、瀬井貴之、高橋康之
  - CGデザイナー：川崎正裕、藤井絢
  - CG送出：齋藤芳崇
  - 美術協力：東宝舞台、チトセアート、国新産業、ヤマモリ、ナカムラ総美、エスケイシステム、輿進電化、テルミック、野沢園、京阪商会、テレフィット、神田屋、京花園、千葉洋行、東京衣裳、松竹衣裳、コマデン、東京特殊効果、山田かつら、ファイバーワーク 
    - フジテレビ・オール美術スタッフ
- ナレーション：松元真一郎・斉藤舞子
- キャラクターデザイン：久保ミツロウ
- テーマソング編曲：小西康陽、新井俊也
- 振り付け：カーニバル三浦
- 音響効果：小堀一
- マラソン中継協力：都立光が丘公園、荒川上流河川事務所、荒川下流河川事務所、㈱Olympic、カッパ・クリエイト株式会社
- ツルベカーメン中継協力：公益財団法人日本美術協会、上野の森美術館
- 協力：服部栄養専門学校、タカハシレーシング、株式会社ジール、株式会社ジャパンアクションエンタープライズ、フォーミュレーション、スコープ、リベラス、ブルーマウンテン、STEELO、第一興商、ビーブス、アドゲイプロモーション、桜蘭株式会社、アフロ、スカラべシステム、スポーク、セルシス
- 制作協力：IVSテレビ制作、オイコーポレーション、関西テレビ、共同テレビ、SPIN GLASS、THE WORKS、笑軍様、スタッフラビ、ステイ、千代田企画、D:COMPLEX、NEXTEP、BEE BRAIN、ヤンカワ商店、ユーフィールド/アーティストハウス・ピラミッド、アヴィラ、浅井企画、アミューズ、アライバル、石井光三オフィス、ヴィジョンファクトリー、太田プロ、オスカープロモーション、オフィス北野、ゴールデンミュージックプロモーション、コンビネーション、サンミュージック、サンズエンタテインメント、松竹芸能、ジャニーズ事務所、タイタン、テアトルアカデミー、デンナーシステムズ、プロダクション人力舎、ホリプロ、ホリプロコム、ナチュラルエイト、よしもとクリエイティブ・エージェンシー、ワタナベエンターテインメント、リベラ/田辺エージェンシー
- タイムキーパー：槇加奈子、星美香、楮本眞澄、松下絵里、斉藤裕里、石井成子、石原由季、江野澤郁子、平野美紀子、山口奈保美、髙木美紀、水越理恵、海老澤廉子、竹野幸子
- デスク：小林琴美、岡原香織、市川亜季、小林初美、佐熊礼子、鈴木桂子、弦牧和子、中村祥子、保坂美帆、箭内園子、渡辺美保、山下智美、若林咲子
- 本部制作スタッフ：及川俊明、伊戸川俊伸、印田弘幸、寺田久美子、亀森幸二、松永健太郎、松本明美、林田直子、黒柳法子
- いいともGPディレクター：河合二郎、澤田親宏、佐々木繁雄、名城ラリータ、小柴享之、安達敏春、佃敏史、阿部高、篠幸生、及川博則、奥野祐士、小林一丈
- FNSがんばった歌謡大賞ディレクター：渡辺資、青木達生、次郎垣内保、熊澤美麗
- マラソン中継スタッフ：橋本伸行、後藤優、山下浩一、松清弘卓、石井栄一、石武士、吉澤聡史、岡田純一
- 中継連絡：小沢英治、大川泰、田隝宗昭、大川幸子
- フロアーディレクター：安喜昌史、堀田大輔、橋波大志、東隆志、新井孝輔
- フジテレビディレクター：石垣勤、小倉伸一、小仲正重、渋川大輔、島本亮、城間康男、鈴木善貴、高橋潤、武田誠司、戸渡和孝、中川将史、西原信行、浜崎綾、萬匠祐基、平岡大二郎、古澤光広、堀川香奈、升本琢也、マッコイ斎藤、松本泰治、蜜谷浩弥、宮崎鉄平、矢崎裕明、藪木健太郎、山田賢太郎、代々木明徳、渡辺剛/金子傑、出口敬生、木月洋介、鈴木剛、杉原裕一、庄司裕暁、高橋正尚、水野将仁、渋谷曜
- フジテレビプロデューサー：朝妻一、飯村徹郎、乾充貴（関西テレビ）、石川綾一、江本薫、太田一平、岡崎寛行、明松功、亀高美智子、きくち伸、金佐智絵、近藤真広、笹川正平、佐々木将、菅野貴志、双川正文、三浦淳、三宅恵介、山本布美江、渡辺琢
  - フジテレビバラエティ制作センター オールスタッフ
- 企画統括：片岡飛鳥
- 制作：加茂裕治、小須田和彦、小松純也、宮道治朗
- プロデューサー：濱野貴敏、中嶋優一、坪井貴史、春名剛生、上野貴央
- チーフプロデューサー：黒木彰一
- 総合演出：木村剛、塩谷亮
- ゼネラルプロデューサー：港浩一
- 制作著作：フジテレビ/フジネットワーク27社

## 関連番組

### 事前番組
- ベビスマ - 2012年6月10日（11日未明） - 7月15日放送分に草彅剛（SMAP）100kmマラソン企画の練習風景を紹介する企画「37歳でランナーになった僕」を放送。また、7月22日には同じく100kmマラソンの裏側を紹介した「プロフェショナル 草彅の流儀」を放送した。
- FNS27時間テレビ FNSアナウンサー歌謡大賞 全国歌うまNO.1アナ決定! 爆笑オーディション!!（2012年7月10日 19:00 - 20:54、『カスペ!』枠） - FNS対抗企画「FNSアナウンサー歌謡大賞」の事前オーディション企画。司会は千原ジュニア（千原兄弟）・高橋真麻（フジテレビアナウンサー）。
  - 『プレタモリ』（2012年7月17日） - 総合司会の森田一義（タモリ）が西山喜久恵（フジテレビアナウンサー）と2人で「ブラタモリ」（NHK総合）のパロディ企画として、各番組の出演者に挨拶に出向く。
- ミタパンブー（2012年7月16日 - 19日） - 「笑っていいとも!」総合司会の森田一義（タモリ）と各曜日レギュラー陣が総出演し、「FNS27時間テレビ」の見所を紹介する。当日の生放送終了後にスタジオアルタで収録していた。
- FNS27時間テレビ団結直前見どころスペシャル（2012年7月21日 13:30 - 15:00、『土曜スペシャル (フジテレビ)』枠） - 7月10日放送の「FNSアナウンサー歌謡大賞 全国歌うまNO.1アナ決定! 爆笑オーディション!!」の再編集版。

### 事後番組
- ノンストップ! （2012年7月23日） - 金曜レギュラーの設楽統（バナナマン）がメイン司会を務める情報番組。番組が撮影した設楽のスナップ写真を通して番組の裏側を紹介した。
- SMAP×SMAP
  - （2012年7月23日） - 草彅剛100kmマラソン企画の密着ドキュメント企画「27時間テレビ 草彅剛 100kmマラソンの裏側 全部見せますスペシャル!」を放送。
  - （2012年11月5日） - 明石家さんまが「BISTRO SMAP」のコーナーにゲスト出演し「ラブメイト10」の6位以上を発表した。
- 森田一義アワー 笑っていいとも!、笑っていいとも!増刊号（2012年7月23日 - 27日、29日） - 「27時間テレビ大反省会」などと題して、総合司会の森田一義（タモリ）を含む各曜日のレギュラー陣らが裏側を紹介。
- 笑っていいとも!年忘れ超特大号 今年最後は5時間半がんばっちゃってもいいかな?（2012年12月26日） - 「赤汁」と「スーパーテレフォンショッキング」が5ヶ月ぶりに復活した（スーパーテレフォンショッキングは2013年12月25日放送の『笑っていいとも!ラストクリスマス特大号』でも行われた）。